# Felipe Codina Bellés
Felipe Codina Bellés (Vinaroz, Castellón; 28 de noviembre de 1973). 
Es un directivo y jurista español, miembro del Ilustre Colegio de Abogados de Valencia. 
Licenciado en Derecho por la Universidad de Valencia, Máster en Administración y Dirección de Empresas (MBA) y Advanced Management Program (AMP), ambos por el IE Business School. 
Ha sido director general de Trabajo, Cooperativismo y Economía Social de la Generalidad Valenciana, director general de Empleo e Inserción Laboral del Servef, Director del Instituto Valenciano de Seguridad y Salud en el Trabajo (INVASSAT),  director general de Formación y Cualificación Profesional de la Generalidad Valenciana, Presidente de la Fundación Tribunal de Arbitraje Laboral de la Comunitat Valenciana, y miembro de la Junta de Gobierno de la Universidad de Valencia, entre otros cargos.
En mayo de 2011 se le otorgó la Distinción de la Federación de Empresas Valencianas de Economía Social (FEVES) como reconocimiento a la labor realizada en el fortalecimiento de las sociedades laborales en la Comunidad Valenciana.
- Datos: Q5858143